# Aurora Díaz-Rato Revuelta
Aurora Díaz-Rato Revuelta (Madrid, 25 de febrero de 1957) es una diplomática española. Fue embajadora representante permanente de España ante la Oficina de las Naciones Unidas y los Organismos Internacionales con sede en Ginebra entre 2020 y 2023.

## Biografía
Licenciada en Derecho, ingresó en 1983 en la carrera diplomática. Estuvo destinada en las representaciones diplomáticas españolas en Costa Rica e Irlanda. Ha sido vocal asesora en el Gabinete del Ministro de Asuntos Exteriores, subdirectora general de Europa Occidental y subdirectora general adjunta en el Gabinete de la Secretaría General de Asuntos Europeos, vocal asesora en la Dirección General de Coordinación de Asuntos Generales y Técnicos de la Unión Europea (2002-2004), y directora general de Cooperación con Iberoamérica en la AECID (2004-2008).
Es presidenta de la Asociación de Mujeres Diplomáticas Españolas, AMDE (desde 2019). 
Ha sido embajadora de España en Uruguay (2008-2012), y embajadora de España en Suiza (2017-2020).